# Renaixement

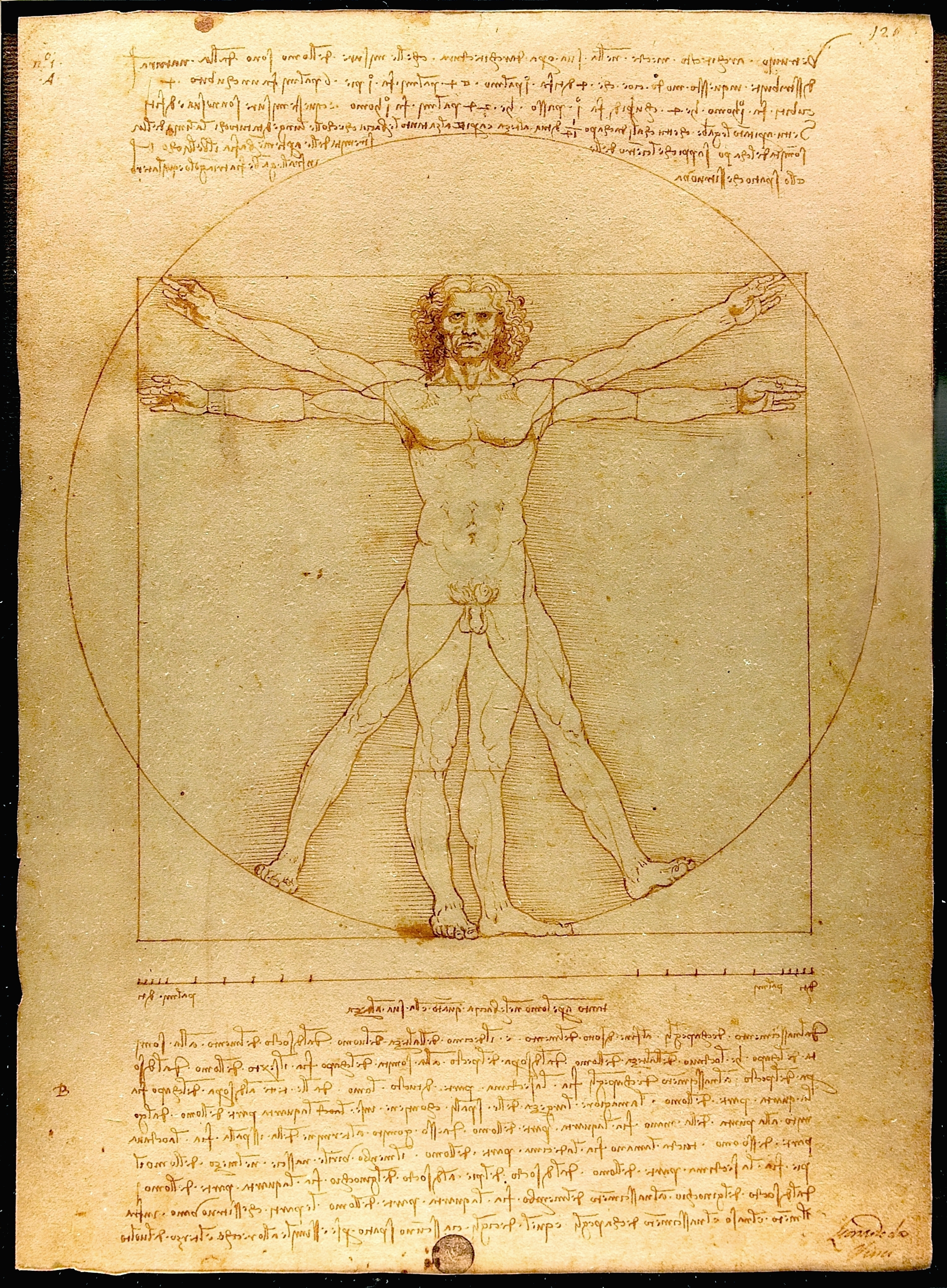
Home Vitruvià, estudi de les mesures humanes, de Leonardo da Vinci

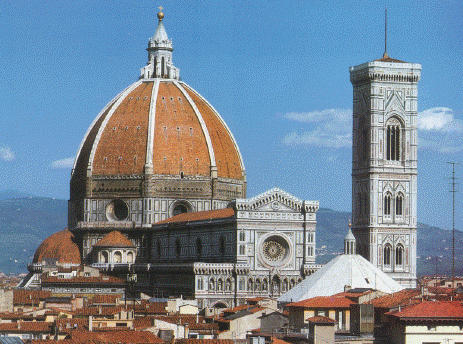
Santa Maria del Fiore, amb la cúpula dissenyada per Brunelleschi

El Renaixement o Renaiximent és una època artística, i per extensió cultural, que marca el pas de l'edat mitjana a l'edat moderna abastant els segles XV i XVI, caracteritzats per un esforç per reviure i superar idees i assoliments de l'antiguitat clàssica.
El renaixement va tenir lloc després de la Crisi de la baixa edat mitjana i va estar associat a un gran canvi social que es reflecteix els ideals del moviment humanista que va desenvolupar-se a Europa el segle xvi. Tot i que el terme procedeix de l'obra de Giorgio Vasari Vides de pintors, escultors i arquitectes famosos, publicada el 1570, no fou fins al segle xix que aquest concepte no va rebre una àmplia interpretació historicoartística. El mot «renaixement» es va utilitzar perquè aquest corrent reprenia els elements de la cultura clàssica. El terme simbolitza la reactivació del coneixement i el progrés després de segles de predomini d'un tipus de mentalitat dogmàtica establerta en l'Europa de l'edat mitjana. Aquesta nova etapa va plantejar una nova forma de veure el món i l'ésser humà, l'interès per les arts, la política i les ciències, revisant el teocentrisme medieval i substituint-lo per un cert antropocentrisme. Des de Vasari s'acostuma a prendre com a moment fundacional del renaixement en l'art la polèmica construcció de la cúpula de Santa Maria del Fiore per part de l'arquitecte Filippo Brunelleschi. Brunelleschi va desenvolupar la tècnica de la perspectiva, un altre element d'objectivació de la realitat normalment associat al renaixement.
En literatura s'acostuma a prendre la publicació del Decameró (1353), de Giovanni Boccaccio (1313-1375) com a punt d'inflexió entre els modes gòtics o medievals i la nova manera narrativa, tot i que la Commedia de Dante Alighieri (1265-1321) ja era cantada públicament en dialecte toscà abans, a partir del 1330. La Commedia va ser reanomenada precisament per Boccaccio La Divina Comèdia posteriorment.
Vasari havia formulat una idea determinant, el nou naixement de l'art antic grec i romà, que pressuposava una marcada consciència històrica individual, fenomen completament nou en l'actitud espiritual de l'artista. De fet, el renaixement trenca, conscientment, amb el que qualifica amb ple menyspreu, d'estil de bàrbars o, més tard, de gots; que al seu torn havia estat la desviació del romànic justament per a desmarcar-se del papa i la tradició clàssica italiana; per tornar a aquestes idees i estil. Pel mateix motiu el renaixement s'oposa a l'art contemporani del nord d'Europa, que segueix evolucionant des de l'art gòtic.
Des d'una perspectiva de l'evolució artística general d'Europa, el renaixement significa una ruptura amb la unitat estilística que fins a aquell moment havia estat supranacional: s'acostuma a entendre el gòtic com el primer estil paneuropeu. El renaixement no va ser un fenomen unitari des dels punts de vista cronològic i geogràfic. El seu àmbit es va limitar a la cultura europea i als territoris americans recentment descoberts, als quals les novetats renaixentistes van arribar tardanament. El seu desenvolupament va coincidir amb l'inici de l'Edat Moderna, marcada per la consolidació dels Estats europeus, els viatges transoceànics que van posar en contacte a Europa i Amèrica, la descomposició del feudalisme, l'ascens de la burgesia i l'afirmació del capitalisme. No obstant això, molts d'aquests fenòmens superen per la seva magnitud i major extensió en el temps l'àmbit renaixentista.

## Entorn històric
Des del segle xiii es produeix a Europa un seguit de transformacions que anuncien la fi de l'edat mitjana i l'aparició d'una nova era. Aquestes transformacions prenen un ritme accelerat al llarg del segle xv. El pas de l'edat mitjana a la modernitat s'anuncia pel ressorgiment del comerç i de la vida urbana, especialment a Flandes i a Itàlia on la ciutat es converteix en centre econòmic i polític, així com cultural i artístic, l'aparició de la burgesia com a classe social ascendent i l'aparició de poders monàrquics forts.
Els Albizzi van transformar la República de Florència d'una comuna a un estat territorial, com havien fet Venècia o Milà, expandint-se per la Toscana i absorbint Volterra en 1361, Arezzo el 1384, Pisa 1406 i Liorna en 1421, però després de la ruïnosa situació de Florència amb el fracàs de la guerra amb la República de Lucca, el setembre de 1434, es consumà la derrota de l'oligarquia güelfa de Rinaldo Albizzi i s'hi establí la facció democràtica de Cosme de Medici, al que va succeir el seu fill Pere i després el seu net Llorenç. El 9 d'abril de 1454 el tractat de Lodi va posar fi a les guerres de Llombardia i va garantir 40 anys de pau estable a la península italiana, afavorint l'eclosió artística i literària del Renaixement.
Els grans descobriments geogràfics afavoreixen una visió unitària del món i la difusió de la filosofia clàssica és rescatada a través dels filòsofs andalusos. Es tendeix a una separació clara entre religió i filosofia, entre raó i fe, en la que es contraposa l'humanisme enfront teocentrisme i erudits i humanistes com Erasme de Rotterdam, Dante Alighieri i Francesco Petrarca van criticar les creences supersticioses i també les van qüestionar, desenvolupant l'humanisme com a corrent vital que veu l'home com a centre i mesura fonamental de totes les coses. A una llibertat de pensament major, allunyada del dogmatisme medieval, correspon un impuls considerable dels coneixements científics. El desenvolupament de les universitats i, sobretot, l'aparició de la impremta afavoreixen la difusió de les noves idees, i la cultura passa dels monestirs als carrers de les ciutats.

## Tòpics del Renaixement

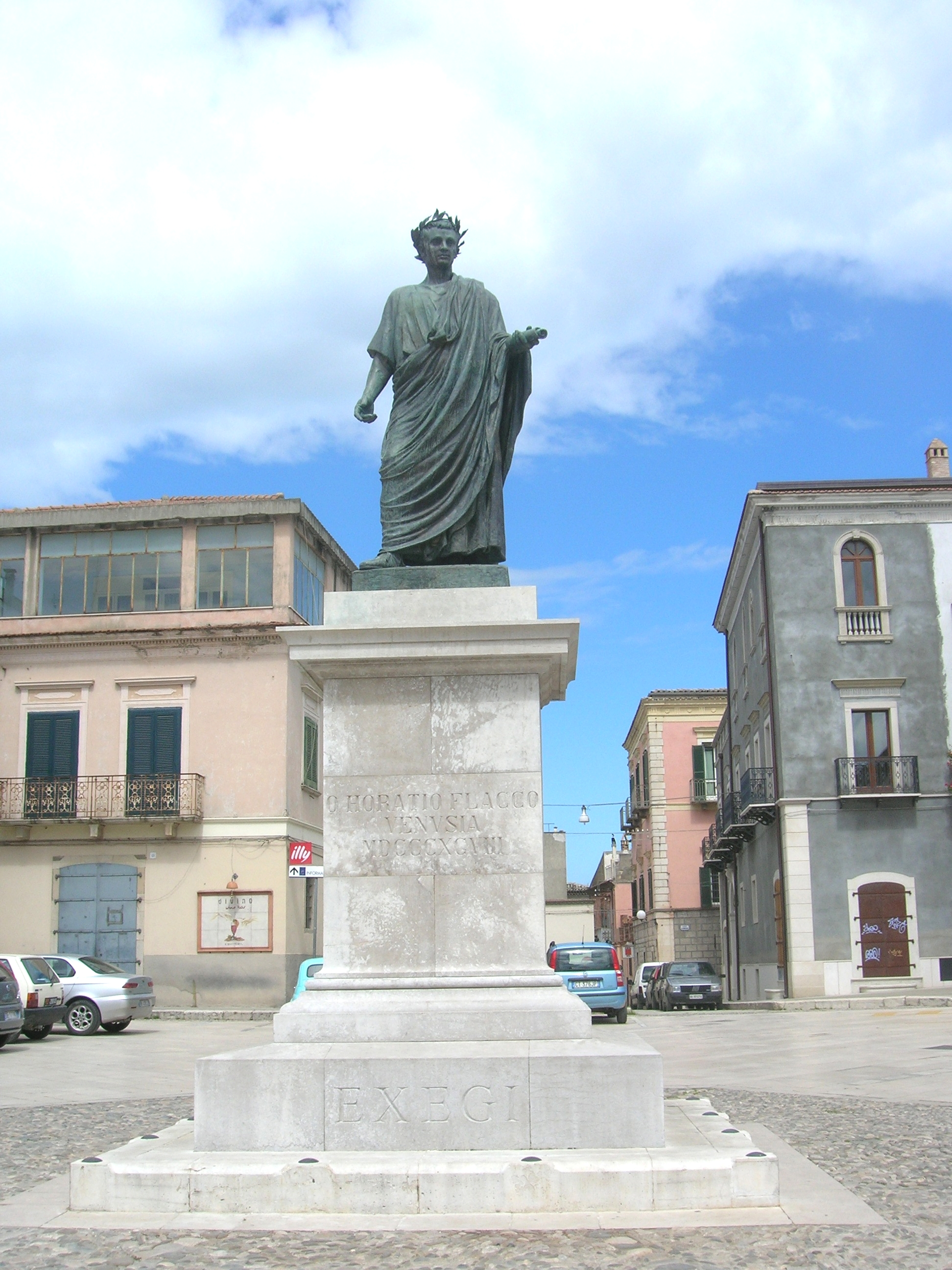
Imatge d'Horaci

Els tòpics del renaixement són un conjunt de temes i figures que apareixen sovint a les arts del renaixement, especialment la literatura. Constitueixen una de les característiques que unifica les obres del període. Els tòpics literaris més coneguts durant el renaixement són el carpe diem i el beatus ille, que provenen de la tradició clàssica.
Un tòpic és un motiu literari que el temps i la tradició han fossilitzat. Cada època genera els seus motius i els autors i les autores els usen amb freqüència com a elements temàtics estables i recurrents, reinterpretant-los en les seves obres i entesos com a signes de cultura, com a reconeixement d'una tradició concreta. Compleixen un paper semblant al de les al·lusions mitològiques en un text.
En la poètica clàssica el tòpic és reconegut com a lloc comú, és a dir, un element mnemotècnic, l'espai on s'organitzen els arguments. L'escriptor hi pot recórrer per ampliar i embellir el seu text o la seva peça oratòria. El conjunt de tots aquests motius s'anomena tòpica. Roland Barthes va reunir tots aquests codis convinguts enumerant-los: falsa modèstia, el noi savi o puer senilis, el locus amoenus i els adunata, exemples de contraris com el món a l'inrevés.
El renaixement, influït per la visió epicúria de l'existència, pren com a motius renovats alguns elements de la tradició grecollatina. En la poesia renaixentista, els temes de l'amor i la naturalesa són de filiació clàssica. Hi ha un retorn a la valoració de l'ésser humà, a la idea del gaudi i a l'apreciació del món que prové dels sentits. En el desenvolupament temàtic d'aquestes idees, hi concorren alguns tòpics.

### Carpe diem
El motiu del carpe diem procedeix de l'oda XI del llibre I d'Horaci i s'associa en el renaixement a la brevetat de la vida de la rosa. Es considera un motiu literari de llarga durada, ja que el podem trobar en poetes de totes les èpoques, des dels clàssics, fins a Garcilaso de la Vega, Pierre de Ronsard o Francisco Brines. S'incrementa especialment en el barroc, quan el sentit del pas del temps es viu amb més intensitat.
El terme vol dir estrictament aprofita la vida i és una invitació al gaudi i a l'amor, amenaçats sempre per la fugacitat de l'existència i la ràpida degradació de la bellesa. A la idea creada per Horaci, el segle xvi hi suma un motiu paral·lel, provinent de la poesia del llatí Ausoni, l'anomenat collige, virgo, rosas que es tradueix en el suggeriment d'aprofitar la joventut abans la vellesa no s'imposi sobre el cos de les noies.

### Beatus ille
La tradició de l'evocació de la naturalesa cal anar a cercar-la en el poeta Teòcrit i en Virgili i Horaci. L'edat mitjana la reforça en poetes com el Dant o Petrarca i el renaixement la reprèn. La naturalesa hi té una imatge idealitzada, bucòlica i serveix sovint de marc a les converses d'uns pastors ideals que parlen d'amor. En la poesia ascètica i mística, per contra, la visió de la naturalesa va lligada al desig de perfecció espiritual.
El beatus ille s'entén com el motiu de feliç de qui ha fugit del brogit del món urbà i troba la pau i l'oci en el camp. Horaci l'incorpora en les seves odes, i Fray Luis de León el fa transcendent en el seu cant de vida retirada.

## El pensament humanista
El pensament humanista és una concepció filosòfica del món que situa l'home al centre de la seva reflexió. Per tant, exalta la figura humana, la individualitat i la llibertat de l'home per interpretar el món. La filosofia clàssica, i especialment Plató, és l'instrument per a aquesta reflexió. L'Humanisme és un estil de vida on l'humanista és l'home culte, coneixedor del llatí i del grec, de la filosofia de Plató i Aristòtil, preocupat per la ciència, la poesia i l'art. Sovint, ell mateix és poeta, científic i artista.
Fou un moviment intel·lectual capaç de transformar les estructures mentals medievals, tot adaptant-les a un tipus de societat més oberta i dinàmica. Al marge de les veritats absolutes de la cultura medieval, els éssers humans van poder reivindicar la possibilitat de realitzar-se ells mateixos com a individus, ja que havien demostrat la seva capacitat per triomfar en les activitats comercials i artesanals. Els humanistes van cercar en l'antiguitat clàssica, en textos i en les restes arqueològiques que van descobrir, el sentit profund del fet humà i el gust per la contemplació de la natura. Pel pensament humanista, l'home és el centre de l'univers i la màxima realització de la natura (antropocentrisme), i pot observar la realitat que l'envolta amb sentit crític, sense la rigidesa de la mentalitat escolàstica. En qualsevol cas, l'humanisme era laïcista però no anticristià perquè defensava una religió més personal i directa, en què l'home adquirís una autonomia espiritual i fos més lliure de les institucions religioses.
L'expansió de l'humanisme va comptar amb la impremta (el 1455 ja existeix a Magúncia i Estrasburg, tot i que apareix lligada a (Gutenberg, 1448), que van facilitar la difusió dels escrits humanistes. A les corts renaixentistes, desitjoses d'obrir-se a un món nou, els humanistes són reclamats, i a les seves mans hi ha el progrés de la cultura i del pensament. Per primera vegada, l'obra d'art és analitzada racionalment des del punt de vista de l'espectador. Així neix la crítica d'art.
Alguns dels grans humanistes italians van ser Marsilio Ficino (1433-1499), Pico della Mirandola (1463-1494). Fora d'Itàlia, el valencià Joan Lluís Vives (1492/3 - 1540) va ser pioner en l'estudi de la psicologia i la teoria de l'educació. A Anglaterra, Thomas More va escriure Utopia (1516), on descriu un Estat ideal basat en una organització comunitària, sense propietat privada. Erasme de Rotterdam (1476-1536) va ser el més representatiu dels humanistes europeus, i en el seu Elogi de la follia (1508) va atacar durament les institucions eclesiàstiques.
Amb l'humanisme, el llenguatge artístic es fa a la mida de l'home: si l'edifici gòtic domina i transcendeix l'home en cercar una mesura divina i còsmica, en el Renaixement l'home domina l'edifici, ja que tot el sistema de proporcions pren com a base la mesura de l'home. Apareixen nous temes a les arts plàstiques: mitologia, retrat, paisatge, que responen a les preocupacions dels humanistes. L'obra d'art és analitzada des del punt de vista de l'espectador; les troballes tècniques es justifiquen de manera teòrica; els sistemes de proporcions es calculen matemàticament. Alhora, la clientela de l'art es diversifica: prínceps, cardenals, nobles, gremis, ajuntaments, etc. La consideració social de l'artista evoluciona; ja no és considerat un artesà dins la rígida estructura gremial, sinó un treballador intel·lectual lliure i l'artista pren consciència de la seva individualitat: comença a signar les seves obres, a cercar un estil personal i a fer-se autoretrats.

## La ciència moderna

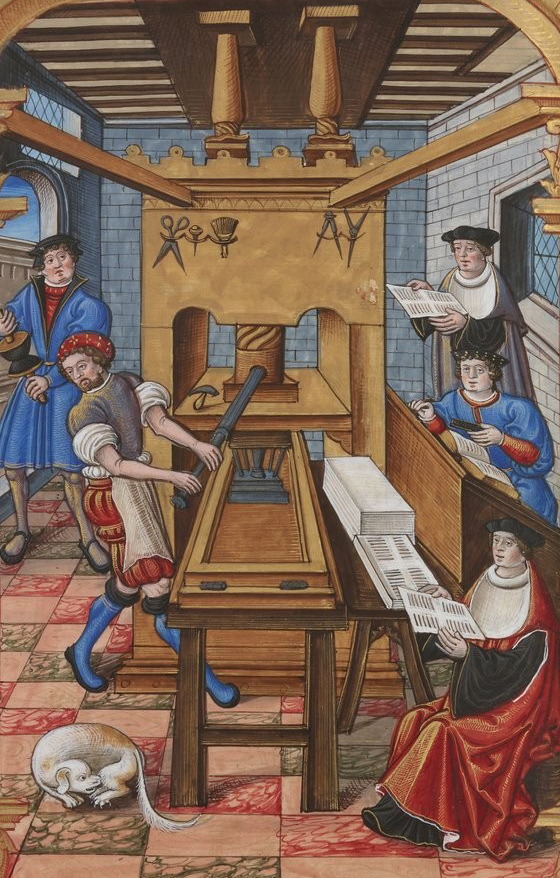
Impremta del segle XV

L'observació, l'experiència i el sentit crític dels humanistes van preparar el camí de la ciència moderna, els avanços més importats de la qual es van realitzar en el camp de la geografia, l'anatomia, la navegació, la impremta, la rellotgeria i els mètodes financers. En medicina va destacar Andreas Vesal que va realitzar una detallada descripció del cos humà i per primer cop va unir la teorització i els ensenyaments mèdics amb la pràctica. L'aragonès Miquel Servet va demostrar cap al 1553 l'existència de la circulació pulmonar. El 1543 es va publicar De Revolutionibus orbium coelestium, obra de Nicolau Copèrnic, defensa que la Terra, com tota la resta de planetes, descriu "una revolució anual al voltant del Sol, on es troba el centre del món".
Durant el Renaixement, les facultats de medicina italianes van destacar pels seus estudis anatòmics. El cos humà va ser objecte de disseccions i exploracions que, malgrat no donar uns resultats concrets en la lluita contra les malalties, van posar les bases de l'anatomia, la fisiologia i la patologia modernes, tot començant a trencar l'autoritat clàssica i la tradició màgica de la medicina.
En general, els humanistes van conrear tot tipus d'obres descriptives que abraçaven els diversos camps de l'experiència humana. Però la ciència dels segles XV i XVI no va crear cap gran innovació, excepte en el sistema copernicà. Tanmateix, la descripció de la realitat immediata va obrir les portes a la revolució científica del segle xvii.

## L'art renaixentista italià
Giorgio Vasari (1511-1574), arquitecte i historiador de l'art, utilitzà el terme italià rinascita, per referir-se a l'art italià del segle xv i remarcar la idea que aquest art suposava un nou naixement del "bon art antic" i un trencament amb la tradició artística medieval. El renaixement seria, doncs, l'art sorgit a Itàlia el segle xv i estès per tot Europa el segle xvi, i fonamentat en un retorn als criteris estètics de l'antiguitat clàssica grega i romana, en l'exaltació de la naturalesa com a model i en el nou sentit de l'home, aportat per la filosofia humanista.
Els supòsits històrics que permeteren de desenvolupar el nou estil es remunten al segle xiv quan, amb l'humanisme, progressa un ideal individualista de la cultura i un profund interès per la literatura clàssica, que acabarà dirigint, forçosament, l'atenció sobre les restes monumentals clàssiques.
Diferents etapes històriques marquen el desenvolupament del Renaixement:
- La primera té com a espai cronològic tot el segle xv, és l'anomenat Quattrocento o Primer Renaixement, i comprèn el Renaixement primerenc que es desenvolupa a Itàlia.
- La segona, afecta el segle xvi, el Cinquecento o Alt Renaixement, i el seu domini artístic queda referit a l'Alt Renaixement, que se centra en el primer quart del segle.
- Aquesta etapa desemboca cap a 1520-1530 en una reacció anticlàssica que conforma el Manierisme.

### Els Estats italians com a bressol del Renaixement
Després del descens demogràfic del segle xiv i la primera meitat del segle xv, la població europea va començar a recuperar el seu nivell anterior a la crisi. Tot i que les epidèmies eren recurrents a Europa fins al segle xviii, la gran Pesta Negra s'havia allunyat i els períodes de fam es van separant més. Des del segle xiii es produeixen a Europa un seguit de transformacions que anuncien la fi de l'edat mitjana i l'aparició d'una nova era, i aquestes prenen un ritme accelerat al llarg del segle xv. El pas de l'edat mitjana a la modernitat s'anuncia pel ressorgiment del comerç i de la vida urbana, especialment a Flandes i a Itàlia on la ciutat es converteix en centre econòmic i polític, així com cultural i artístic, l'aparició de la burgesia com a classe social ascendent i l'aparició de poders monàrquics forts. Entre 1500 i 1580, el clima sembla més suau abans de tornar a refredar-se durant la Petita Edat de Gel.
La Guerra dels Cent Anys va acabar el 1453 i els castells fortificats deixen pas a poc a poc a palaus de plaer. La indústria tèxtil italiana va desenvolupar nous teixits que va poder exportar al llevant emprant llana italiana i espanyola. Els grans descobriments geogràfics de l'era dels descobriments afavoreixen una visió unitària del món. Amb el descobriment d'Amèrica el 1492, l'or i la plata van fluir a Europa i van promoure la recuperació econòmica i els grans viatges i el comerç marítim permeten el sorgiment de les grans ciutats i el seu embelliment.
La difusió de la filosofia clàssica és rescatada a través dels filòsofs andalusos, i es tendeix a una separació clara entre religió i filosofia, entre raó i fe, en la que es contraposa l'humanisme enfront teocentrisme i erudits i humanistes com Erasme de Rotterdam, Dante Alighieri i Francesco Petrarca van criticar les creences supersticioses i també les van qüestionar, desenvolupant l'humanisme com a corrent vital que veu l'home com a centre i mesura fonamental de totes les coses. A una llibertat de pensament major, allunyada del dogmatisme medieval, correspon un impuls considerable dels coneixements científics. El desenvolupament de les universitats i, sobretot, l'aparició de la impremta afavoreixen la difusió de les noves idees, i la cultura passa dels monestirs als carrers de les ciutats. Les altes densitats trobades al segle xvi a Flandes i al nord d'Itàlia són favorables a una intensificació del treball.
La península Itàlica estava formada per una sèrie d'Estats, com ara Venècia, Florència, Milà, Estat Pontifici i Nàpols. La pressió que s'exerceix des de l'exterior impedí que, com en altres nacions, es desenvolupés la unió dels regnes o Estats; no obstant això, sí que va produir-se l'enfortiment de la consciència cultural dels italians. Els Albizzi havien transformat la República de Florència d'una comuna a un estat territorial, com havien fet Venècia o Milà, expandint-se per la Toscana i absorbint Volterra en 1361, Arezzo el 1384, Pisa 1406 i Liorna en 1421, però després de la ruïnosa situació de Florència amb el fracàs de la guerra amb la República de Lucca, al setembre de 1434, es consumà la derrota de l'oligarquia güelfa de Rinaldo Albizzi i s'hi establí la facció democràtica de Cosme de Medici, al que va succeir el seu fill Pere i després el seu net Llorenç. El 9 d'abril de 1454 el tractat de Lodi va posar fi a les guerres de Llombardia i va garantir 40 anys de pau estable a la península italiana, afavorint l'eclosió artística i literària del Renaixement.
Mentre que a Itàlia s'estava desenvolupant el Renaixement, a la resta d'Europa es manté el gòtic en les seues formes tardanes, situació que es manté, exceptuant casos concrets, fins a començaments del segle xvi. A Itàlia l'enfrontament i convivència amb l'antiguitat clàssica, considerada com un llegat nacional, va proporcionar una àmplia base per a una evolució estilística homogènia i de validesa general. Per això, allà, és possible el seu ressorgiment i precedix totes les altres nacions. Fora d'Itàlia, l'antiguitat clàssica suposarà un cabal acadèmic assimilable, i el desenvolupament del Renaixement dependrà constantment dels impulsos marcats per Itàlia. Artistes importats des d'Itàlia o formats allà, fan el paper de vertaders transmissors.

### Característiques artístiques

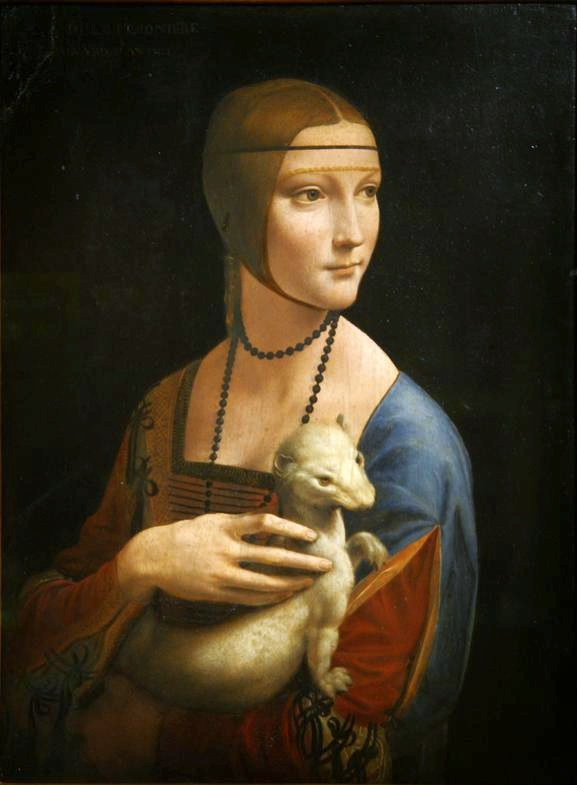
Leonardo da Vinci, La dama de l'ermini, Museu Czartoryski, Cracòvia

De forma genèrica hom pot establir les característiques artístiques del Renaixement en tres:
1. La tornada a l'antiguitat. Ressorgiran tant les antigues formes arquitectòniques, com els ordres clàssics, la utilització de motius formals i plàstics antics, la incorporació d'antigues creences, els temes de mitologia, d'història, així com l'adopció d'antics elements simbòlics. Alhora hi ha una voluntat d'estudi dels monuments antics i de teorització sobre els sistemes de proporcions per captar l'esperit del classicisme i no només les seves formes. Per tant, no en serà una còpia servil, sinó la penetració i el coneixement de les lleis que sustenten l'art clàssic.
2. Ressorgiment d'una nova relació amb la Naturalesa com a model a imitar o perfeccionar. La millor pintura és la que s'assembla més al natural i aquesta imitació no és incompatible amb la recerca de la bellesa ideal en el sentit platònic, ja que l'artista ha de seleccionar les formes per captar la bellesa. En conseqüència aquesta nova relació amb la naturalesa va unida a una concepció ideal i realista de la ciència. La matemàtica es convertirà en la principal ajuda d'un art que es preocupa per fonamentar racionalment el seu ideal de bellesa. L'aspiració d'accedir a la veritat de la Naturalesa, com en l'antiguitat, no s'orienta a fer el coneixement de fenomen casual, sinó a fer la penetració de la idea.
3. L'actitud antropocèntrica: «l'home com a mesura de totes les coses» implica el descobriment i l'aplicació sistemàtica de les lleis de la perspectiva lineal, tant per a projectar edificis com per a crear un espai dimensional en la pintura i l'escultura. Aquesta nova predisposició artística és essencialment cultural i pressuposa en l'artista una formació científica que, alhora, li permet alliberar-se d'actituds medievals.

### Arquitectura

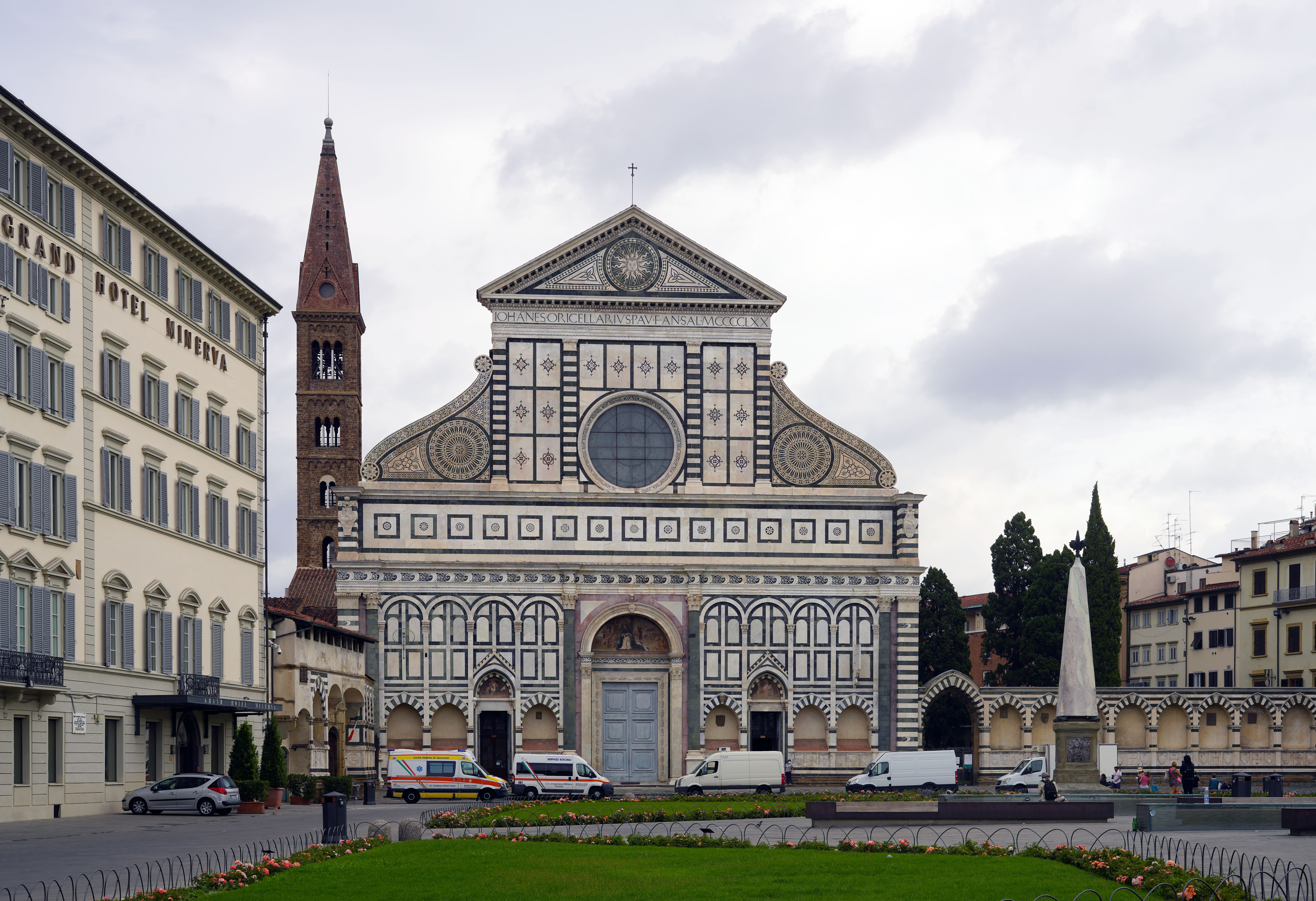
L'església de Santa Maria Novella, Florència, la façana fou dissenyada per Leon Battista Alberti

Des de Vasari, s'acostuma a prendre la construcció de la cúpula de la Catedral de Santa Maria de les Flors a Florència, de l'arquitecte Filippo Brunelleschi, com l'inici del Renaixement. No tant des del punt de vista estilístic, perquè segueix encara alguns patrons formals gòtics, sinó pel que va representar d'afirmació del valor de l'artista i el tècnic individual enfront dels gremis medievals. S'explica que Brunelleschi, després d'estar-hi treballant uns anys, va trobar la solució per a la cúpula i va voler ser recompensat en conseqüència. En negar-se els gremis a acceptar un tracte diferenciat, Brunelleschi va abandonar l'obra. Incapaços de seguir la construcció, tècnicament molt complexa, van haver de tornar a cridar Brunelleschi, qui va augmentar les seves exigències.

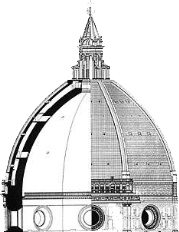
Esquema de la cúpula segons la reconstrucció arbitràriament regularitzada de Nelli

L'arquitectura és la manifestació artística on s'observa més aviat la influència de l'antiguitat clàssica. Aquesta influència es posa en evidència en dos aspectes: d'una banda la utilització dels elements formals de l'art grec i roma i, d'altra banda, la racionalització de l'espai. Quant als elements formals, es tornen a utilitzar els ordres clàssics tal com els havia definit Vitruvi (toscà, dòric, jònic, corinti i compost), l'arc de mig punt desplaça l'arc apuntat i la cúpula de mitja esfera pren el lloc dels cimboris gòtics, les estructures arquitravades, els entaulaments i frontons, els cassetons.
La unitat, la simetria i la proporció en són elements claus. En el sistema de proporcions s'observa clarament la importància de les formes geomètriques bàsiques: el cercle i el quadrat, l'esfera i el cub són les formes més adequades per la seva regularitat perfecta. Pel que fa als elements decoratius s'empraren les pilastres, els frontons, els pòrtics, motius heràldics, les volutes, les claus…
Des dels seus inicis, l'arquitectura renaixentista tingué un caràcter profà i, lògicament, sorgí en una ciutat on l'art gòtic no hi havia penetrat: Florència; en canvi, a l'Europa de les grans catedrals, s'implantà amb dificultats.
Es va caracteritzar per l'ús de proporcions modulars, superposició d'ordres, ús de cúpules i introducció de l'ordre colossal.
En el Quattrocento fou freqüent recórrer a columnes i pilastres adossades, als capitells clàssics (amb preferència el corinti, tot i que substituint els caulicles per figures fantàstiques o d'animals), els fusts llisos i l'arc de mig punt, a la volta de canó i d'aresta, així com a cobertes de fusta amb cassetons.

#### Els arquitectes del Quattrocento (seglexv)

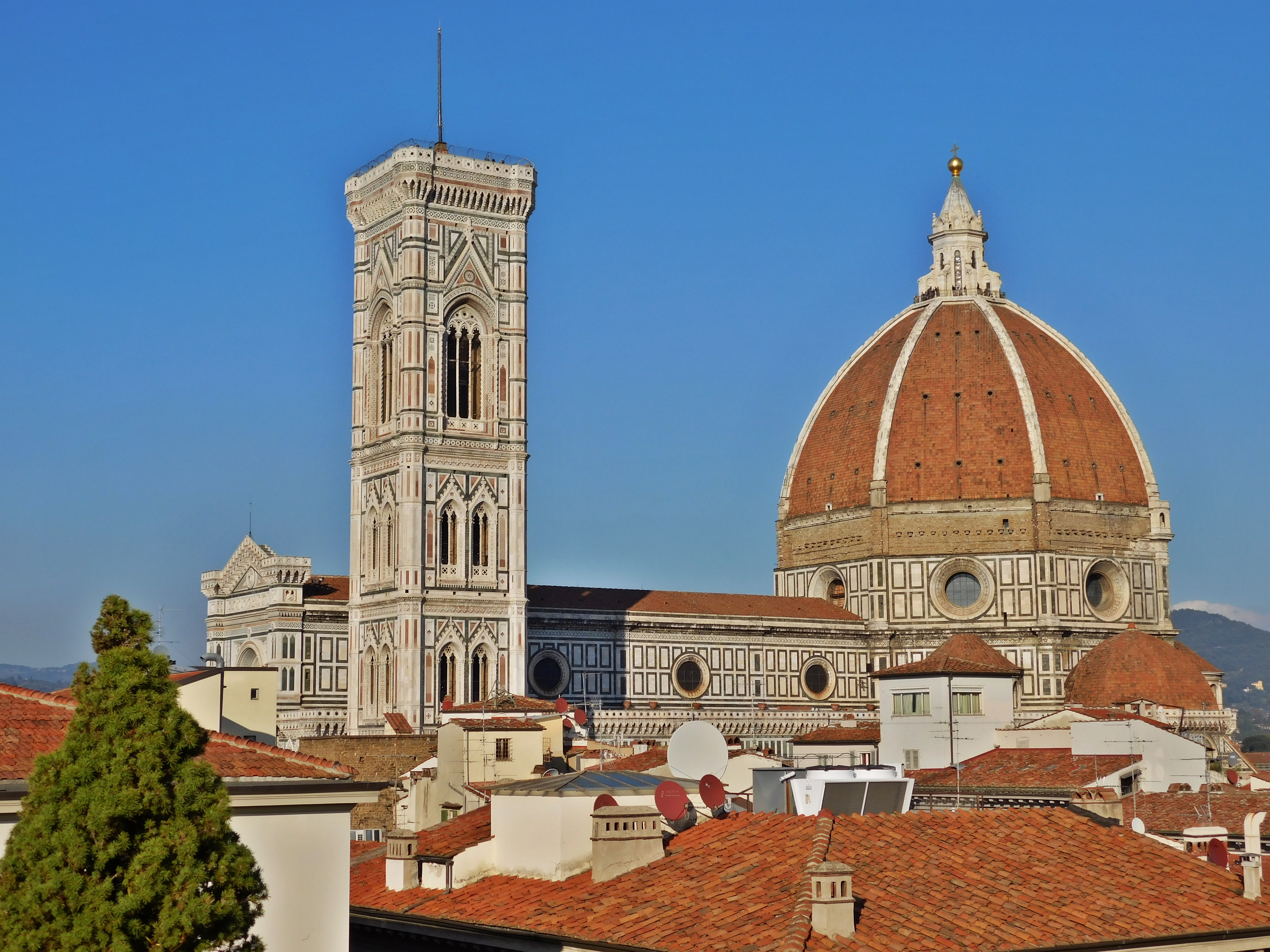
Catedral de Santa Maria del Fiore (Florència), obra de Filippo Brunelleschi (1377-1446). Aquest orfebre, escultor i arquitecte és l'iniciador de l'arquitectura renaixentista. Brunelleschi va estudiar i dibuixar sistemàticament els edificis antics de Roma; la necessitat de representar sobre el paper l'arquitectura el portà a trobar les lleis de la perspectiva lineal. La seva primera gran obra és la cúpula de la catedral de Florència. La cúpula passa a ser l'element dominat a l'exterior de les esglésies renaixentistes i de tota l'arquitectura religiosa posterior fins al. Es considera el model de totes les grans cúpules posteriors, fins al punt que Miquel Àngel, quan projectava la de Sant Pere del Vaticà, va dir que faria una germana més gran però no més bella que la cúpula de Brunelleschi.

L'arquitectura del Quattrocento destacà per la decoració sòbria (putti, garlandes de flors o fruites...), l'allargament de la cúpula (Catedral de Florència, de Filippo Brunelleschi) i les façanes de pedra tosca (Palau Medici-Riccardi, de Michelozzo) o amb els carreus en realçament (Palau Rucellai, de Bernardo Rossellino, projecte de Leon Battista Alberti). Bernardo Rossellino, a més d'escultor i arquitecte, és un excel·lent urbanista que ordenà la plaça de Pienza concebent els espais exteriors d'una manera tan genial com només s'havia vist a l'antiga Grècia.

#### La maduresa del Cinquecento (seglexvi)
L'arquitectura del Cinquecento tingué com a centre Roma: l'any [1506] Donato d'Angelo Bramante finalitzava el seu cèlebre projecte per la basílica de Sant Pere del Vaticà. Els palaus s'ornaven de valuosos baixos relleus (Palau Grimani de Venècia, 1549, obra de Michele Sanmicheli) o d'escultures exemptes (Biblioteca de Sant Marc, 1537-50, Venècia, obra de Jacopo Sansovino). Finalment Michelangelo Buonarroti, en morir Bramante, rep l'encàrrec del papa Pau II de continuar les obres de la basílica. S'accepten les seves condicions de modificar el projecte i hi desapareixen les torres i torretes. El projecte ja està a punt per rebre el principal tema arquitectònic: la cúpula. La dreçarà sobre tambor, creant definitivament el tipus de cúpula occidental i totes les que seguiran, fins al segle xix, en seran una imitació. També projectà una sola entrada, a la qual anteposa un pòrtic amb llinda i amb doble filera de columnes exemptes. En l'escassa activitat arquitectònica de Miquel Àngel sempre s'apreciarà més el seu sentit dels volums que no pas dels espais interiors.

### Escultura
L'escultura del Quattrocento aconseguí alliberar-se plenament de les condicions del marc arquitectònic que havien determinat la plàstica medieval. L'interès dels escultors del Quattrocento se centra clarament en la figura exempta, la qual cosa no vol dir que el relleu arquitectònic desaparegui. Pel que fa als temes, el Renaixement, orientat a l'estudi de l'home, torna al motiu bàsic de l'escultura clàssica: la figura humana, especialment les figures nues, tot intentant plasmar l'anatomia, la funció del cos i la seva relació amb l'espai. Els materials més preuats tornen a ser la pedra i el bronze. Novament serà Florència la ciutat capdavantera en el desenvolupament del nou estil.

#### El Quatre-cents (seglexv)

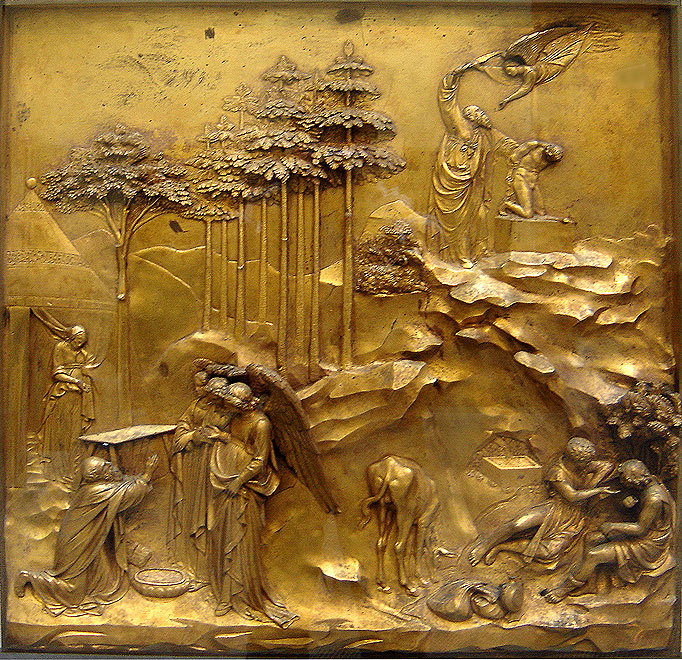
Detall de la Porta del Paradís, del Baptisteri de Sant Joan (Florència), obra de Lorenzo Ghiberti.

Lorenzo Ghiberti († 1455) és l'autor de les dues portes que mancaven al Baptisteri de la catedral de Florència. La porta, de bronze fos, recull escenes evangèliques, i suposa una revelació en el panorama escultòric renaixentista, que encara és més palesa en la segona porta que se li encarrega, l'anomenada porta del paradís. Hi desenvolupa una concepció pictòrica del relleu.
Donatello († 1466) és l'escultor més important del segle xv italià. La seva obra es dirigeix a representar l'home ple de vida, dignitat i noblesa.
Altres artistes de valor són: Luca della Robbia, autor dels relleus d'una tribuna de la catedral de Florència, en la qual la gràcia dels nens cantors arriba a interessar més que el moviment o l'expressió.

#### El Cinc-cents (seglexvi)
En Miquel Àngel († 1564) conflueixen la bellesa i l'expressivitat. La seva personalitat plena d'idealisme és la d'un dels genis màxims de la història de l'art. Gairebé sempre emprà el blanc i compacte marbre de Carrara. Les seves figures són sempre grandioses, veritables titans; són l'arquetip de l'home i el tractament de l'anatomia només és un pretext per assolir l'ideal. En les seves escultures transcendeix una vitalitat continguda.

### Pintura

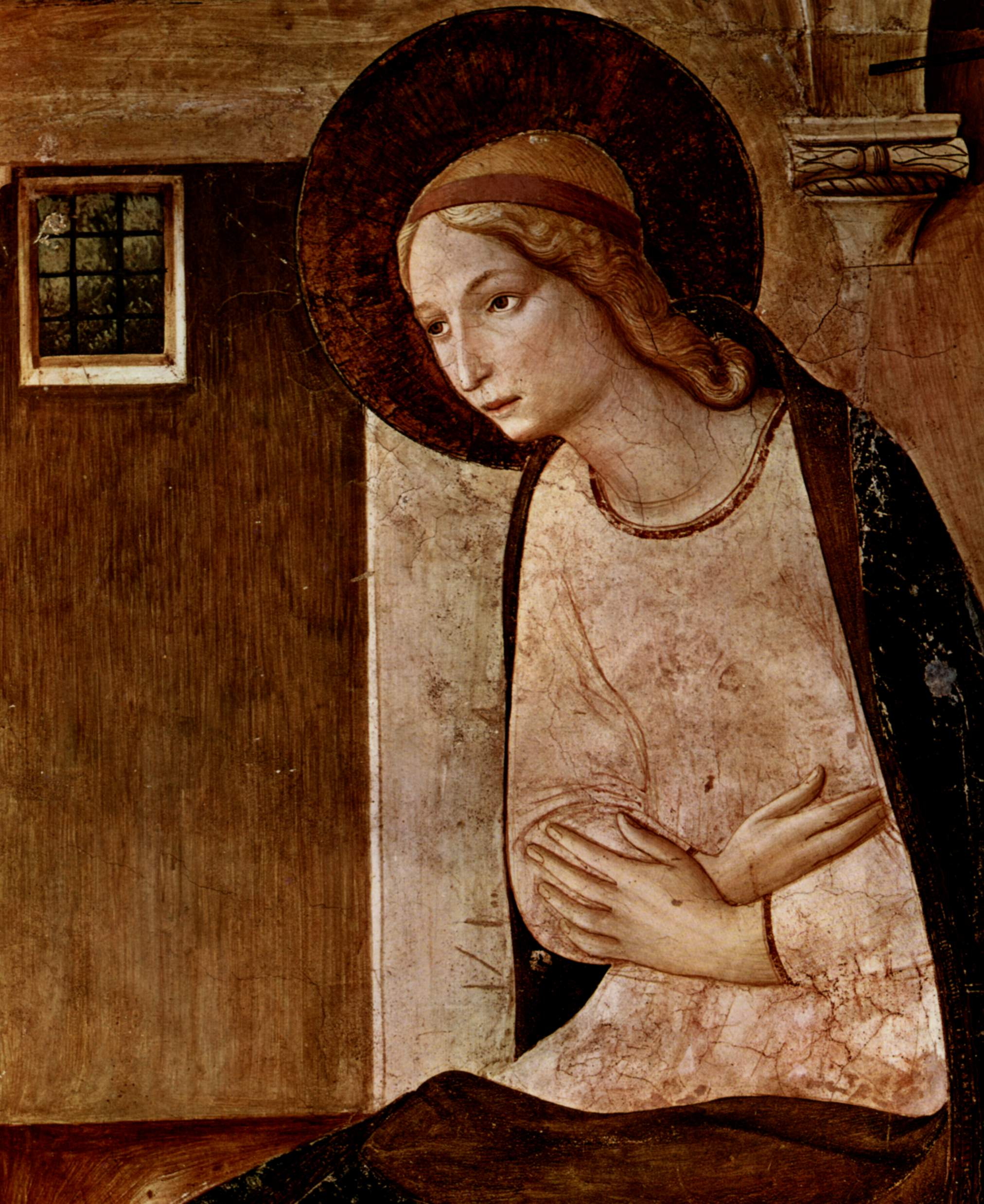
La Mare de Déu de l'Anunciació de Fra Angelico (1400-1455).

La pintura de Renaixement pren com a punt de partida l'afany de veritat, l'intent de representar el món com és a la realitat. Giotto di Bondone és l'antecedent més clar en aquesta consideració de la naturalesa com la gran mestra de l'artista. D'aquí en deriven les característiques pròpies de la pintura del Renaixement:
- La perspectiva lineal com a sistema per a representar les tres dimensions.
- Les figures tenen volum; els efectes de perspectiva es donen també al tractament del cos. A més de la visió frontal i del perfil pur, es domina l'esforç.
- Les composicions són coherents, creïbles. Els personatges apareixen integrats entre si i amb els paisatges o els marca arquitectònics.
- La pintura religiosa continua tenint gran importància, amb la introducció de nous temes: el retrat, les al·legories, el paisatge i els temes mitològics són els principals.
- Les tècniques també evolucionen tant pel que fa als suports (el llenç pren cada vegada més importància enfront dels suports tradicionals: fusta i paret) com a les pintures (introducció de la pintura a l'oli, barreges de tremp i oli, vernissos).
- Introducció dels efectes de llum i de matisos de color, que arribarà a la culminació amb els grans mestres de l'Alt Renaixement.

#### Mestres delseglexv

El naixement de Venus de Sandro Botticelli. Aquest pintor florentí representà l'ambient neoplatònic de la cort dels Mèdici. Fou pràcticament oblidat des del (Giorgio Vasari li dedicà un dels capítols més fluixos de la seva obra) fins al seu redescobriment el.

En la pintura del Quattrocento es poden distingir els pintors que mostren una preocupació fonamental pel problema de la perspectiva i de la corporeïtat de les figures, com seria el cas de Masaccio, Piero della Francesca, Andrea Mantegna i els pintors que donen prioritat a la línia, al dibuix, a les formes suaus i nítides com Fra Angelico i Botticelli.
Si Brunelleschi i Donatello són els iniciadors indiscutibles del Renaixement en arquitectura i escultura, Masaccio, un altre florentí, es pot considerar el primer pintor renaixentista, ja que trenca amb l'elegància de l'últim gòtic i torna a la preocupació per la realitat que havia preconitzat Giotto di Bondone un segle abans. Masaccio (1401-1428), coneixedor i admirador de l'obra de Giotto di Bondone, parteix de la seva preocupació pel volum i la monumentalitat però és capaç de donar a les seves figures una plenitud vital i una individualitat molt acusades, un cromatisme més viu i intens, i una organització de l'espai del quadre segons les lleis de la perspectiva lineal. La seva mort, en plena joventut, va fer impossible que deixés una obra tan extensa com altres pintors de la seva generació. Les obres fonamentals són els frescos de la capella Brancacci a l'església del Carmine i el fresc de la Trinitat.
En la pintura de Piero della Francesca podem veure-hi la influència de les composicions de Masaccio i l'interès per la geometria com a element fonamental de la pintura. El seu tractat De prospectiva pingendi (1482) és una extraordinària precisió matemàtica pel que fa a les lleis de la perspectiva lineal, i aquesta preocupació queda palesa a les seves obres: La Flagel·lació de Crist (1459). Però potser l'obra cimera de Piero della Francesca són els frescos de La Llegenda de la Vera Creu a l'església de Sant Francesc d'Arezzo.
Andrea Mantegna (1430-1506), nascut a prop de Pàdua, es va formar entre aquesta ciutat i Venècia, en un ambient en què la pintura d'influència romana d'Orient encara era molt preuada. Però el contacte amb els humanistes i l'admiració per Donatello, que havia treballat a Pàdua, determinaren l'orientació del pintor més important del Quattrocento a la Itàlia septentrional. Al palau ducal de Màntua va pintar entre 1473 i 1474 un dels cicles de pintura mural més importants del Renaixement: La Cambra dels Esposos.
Fra Angelico suposa el pont amb el gòtic. La seva pintura és intimista, quasi ingènua, encara carregada de simbolisme, però les seves arquitectures denoten un cert domini de la perspectiva i una preocupació per la llum, que l'allunya dels fons irreals del gòtic lineal. Els seus temes són religiosos.
Un altre corrent de la pintura del Renaixement enllaça directament amb el refinament i l'elegància del gòtic, però afegint-hi les novetats renaixentistes: perspectiva, naturalisme, estudi de l'anatomia... Botticelli (1444-1510), com altres pintors florentins, busca les línies àgils, les figures elegants voluptuoses, els fons de faula... Les seves eines són el domini de la línia, del dibuix i del color. Botticelli es va formar al taller del vell Filippo Lippi, la influència del qual és evident en les primeres obres del florentí: un bon nombre de Verges amb el Nen, La Història de Judith, l'Adoració dels Reis, etc. Tot i així, ja en aquestes obres es pot veure el món formal propi de Botticelli caracteritzat pel ritme subtil dels cossos i els vestits en uns personatges que reflecteixen en el rostre una expressió malenconiosa. Les obres cabdals de Botticelli són els grans quadres de tema mitològic pintats a l'ambient de la cort del Mèdici, com El naixement de Venus.
Estilísticament pròxim a Fra Angèlico es troba Fra Filippo Lippi (1406-1469), d'una elegància més mundana, tot i que la seva pintura és essencialment religiosa.

#### Mestres delseglexvi

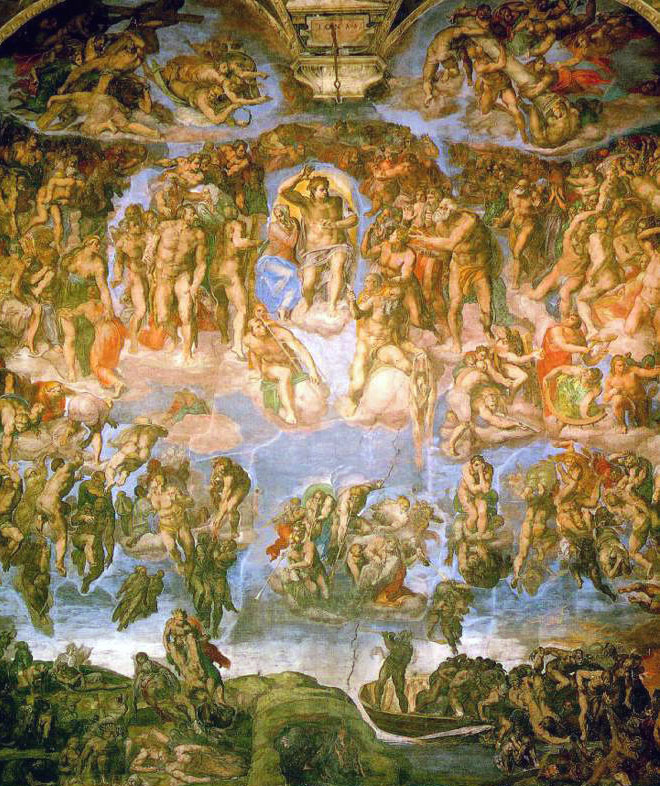
Detall de la Capella Sixtina de Michelangelo Buonarroti.

Florència continua al segle xvi sent la capital de l'art, però les seves figures màximes es traslladen a Roma, on la cort pontifícia constitueix el mecenatge d'una època nova, o viatgen per diverses ciutats. En general els pintors educats a Florència concedeixen al dibuix una importància més gran que altres escoles en un segle en què la línia perd el seu perfil de delimitadora de les formes. L'escola de pintura del Cinc-cents aporta tres gegants: Leonardo da Vinci, Miquel Àngel i Rafael.
Leonardo Da Vinci és el gran arquetip de l'home renaixentista, igualment dotat per a la creació estètica que per a la ciència. Dues de les seves pintures, la Santa Cena i La Gioconda, són exemples culminants de la història de la pintura. Ja a La Verge de les Roques (National Gallery) Leonardo s'havia mostrat com un gran mestre de la composició triangular i de les llums.
Miquel Àngel és fonamentalment escultor, i en conseqüència, conserva l'energia del dibuix i el desig de moviment i força. A volta de la Capella Sixtina el dinamisme arriba a la seva plenitud: obra vasta i colossal. A la seva obra hi trobem totes les arrels del manierisme: és un món dramàtic, ben diferenciat de l'equilibri i l'optimisme de l'home del primer Renaixement.
Rafael destacà per l'encís de les seves Madonnes, i la qualitat dels elements pictòrics -llums, composició, etc.- però la seva gran aportació està en la seva concepció espacial, en la profunditat i l'amplitud de l'espai en què es mouen les figures de les grans composicions (La disputa del Sagrament, L'escola d'Atenes) de les llotges vaticanes.

#### L'escola veneciana

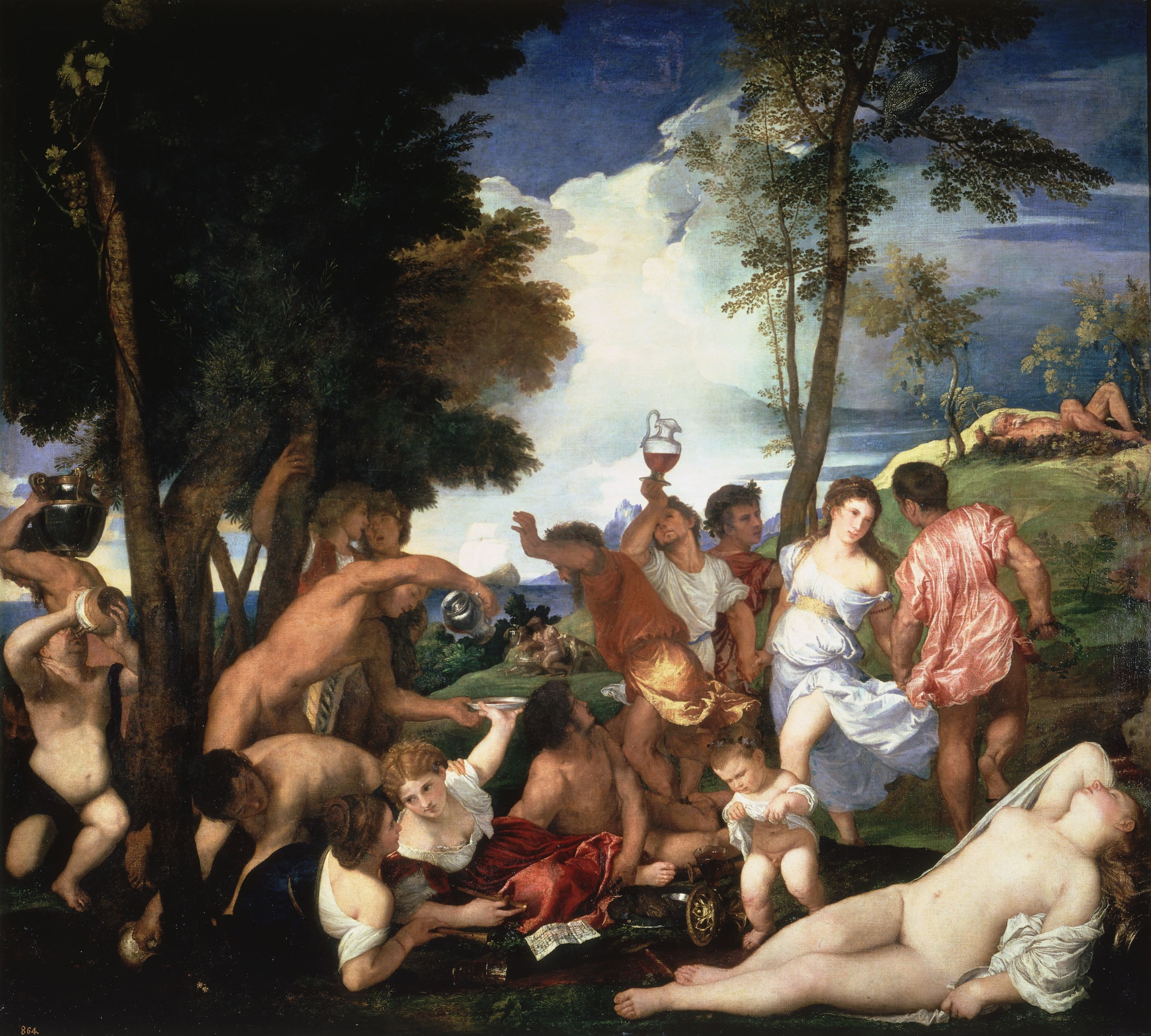
Ticià a la pintura Bacanal, ret culte a l'alegria de viure veneciana, en un paisatge lluminós, amb un nu femení en un angle, lluentors sobre les teles luxoses i l'exaltació de la gerra de la beguda al centre. Converteix, doncs, un quatre de tema mitològic en un quadre social, en una festa alegre.

La influència de Venècia en l'art de la pintura és capital. Al segle xvi una sèrie de grans pintors: Ticià, Veronese, Il Tintoretto, descobreixen per a la pintura possibilitats que explotaran els artistes del Barroc. Diverses circumstàncies conflueixen per suscitar a la ciutat dels canals una pintura original. Primerament la boirina de la ciutat desdibuixa els contorns i sensibilitza la pupil·la dels pintors per atorgar més interès a la forma que als contorns, o sigui, al color abans que al dibuix. Seguidament la història de la república veneciana es fonamenta en una ciutat metropolitana i comercial, on hi ha gent de països llunyans, abillats amb indumentàries de colors vius. I, finalment una societat rica i esplendorosa.
Aquesta escola rendirà culte al color, en preferència els colors càlids, més idonis per plasmar la forma bella o l'ambient opulent; es donarà una visió poètica del paisatge, que s'omple de llums; donarà importància als temes secundaris (a l'anècdota, al detall, se li concedeix la mateixa atenció que al tema principal); s'exaltarà la riquesa dels palaus, les teles, la música...
Ticià destacarà pels seus retrats i és el mestre de les formes blanes i rodones, com ho demostra la seva predilecció pels nus femenins i infantils (Venus d'Urbino, Dànae rebent la pluja d'or).
Il Veronese és el pintor del luxe: les escenes es desenvolupen en palaus de marbre, amb columnates i balustrades, i jardins amb font; les seves figures s'embolcallen amb vestits costosos i s'adormen amb joiells (com la seva versió de Venus i Adonis).
Il Tintoretto ja trasllueix la crisi de la pintura renaixentista: amb les seves llums violentes, els contrastos de llum i ombra, els escorços, del moviment tens, inestable, del paisatge romàntic, de la profunditat obtinguda mitjançant l'alternança de zones de diferent intensitat lumínica ja prefigura el Barroc.

### Música
En no conèixer la música grega o romana amb tanta precisió com l'arquitectura i l'escultura, la música renaixentista no es produí com una restauració de l'antic. La música d'aquesta època fou una culminació de l'anterior (Ars nova) cercant naturalitat, proporció i harmonia entre text i melodia.
Les característiques principals foren:
- Apropament entre la música religiosa i la profana.
- Més equilibri entre les veus.
- Major sentit imitatiu al contrapunt.
- Desenvolupament progressiu dels instruments, que poden acompanyar les veus i a vegades substituir-les. (També tenen un paper important en l'acompanyament de la dansa).
- S'amplia el camp d'acció de la interpretació musical a temples, universitats, però també salons, corts, etc.
- El músic adquireix una major importància social.

De la música vocal religiosa en destaca:
1. Motet: composició polifònica sobre textos sacres de moderada extensió. Interpretat majoritàriament en els serveis religiosos. Fou molt important durant tot el renaixement. Destaquen les figures de Josquin Des Prés, Giovanni Pierluigi da Palestrina i Orlando di Lasso entre molts d'altres.
2. Missa: es desenvolupa sobre les parts de l'ordinari: kyrie eleison; Gloria in Excelsis Deo; Credo; Sanctus i Agnus Dei. Els compositors es podien basar en del cant pla però també en la música profana, a excepció de la Missae sine nomine (missa sens nom) que no estava inspirada en cap tema preexistent.

### Teatre
En aquest període les ciutats creixen molt ràpidament i apareixen nous espectadors, com els artesans o els comerciants, que demanen un teatre de diversió, sense arguments doctrinals ni polítics. Aquest nou públic farà que les companyies no hagin de sortir de gira per mostrar els seus espectacles i possibilita la creació dels primers teatres permanents, els corrals de comèdies, construïts als patis interiors de les illes de cases. Així, les companyies ambulants poden estabilitzar-se en els nuclis urbans.

## Difusió europea del Renaixement
Llevat del Renaixement hispànic, aquest estil artístic no deixà un senyal gaire profund en els interessos estètics europeus. El Renaixement és un moviment essencialment italià i és difícil de parlar de vertader Renaixement fora de la península Itàlica. Amb tot, la pintura assolí una difusió més gran que la resta d'activitats plàstiques, fet lògic si es considera que és més fàcil exportar pintures i gravats que escultures o palaus.

### El Renaixement hispànic
L'art renaixentista no s'imposà plenament als territoris peninsulars fins al segle xvi.
En l'arquitectura, l'art gòtic va seguir sent l'estil predominant al llarg de tot el segle xv i principis del XVI. Hi ha influència de l'estil itàlic al palau de Carles V a l'Alhambra (obra de Pedro Machuca) i a la catedral de la mateixa ciutat. En canvi, l'arquitectura renaixentista hispànica es desenvolupà amb l'estil herrerià, caracteritzat per l'austeritat i la solemnitat, com el monestir de San Lorenzo de l'Escorial; i amb altres edificis d'estil plateresc, caracteritzat per una decoració abundant i delicada, com en la façana de la universitat de Salamanca.
L'escultura hispànica rebé influències del Renaixement italià, però els escultors plasmaren la intensitat del sentiment religiós més que no pas la bellesa ideal. La majoria d'obres són talles de fusta de colors vius. Entre els escultors destacà Alonso Berruguete.
La pintura es caracteritzà per la preocupació de la perspectiva i les mesures anatòmiques, l'aplicació de diverses gammes tonal en els colors i les ombres seguint els ensenyaments italians. El Greco destacà per sobre de tots els altres pintors. Feu pintures religioses i retrats amb un estil molt original, ple de dramatisme i moviment; destacà per l'ús del color i les figures allargades. De la seva obra, molt àmplia, destaca L'enterrament del comte d'Orgaz, extraordinària pintura classicista de la composició, amb característiques manieristes i contrastos de llum. Un altre autor destacat fou en Luis de Morales.

### El Renaixement nòrdic
El Renaixement artístic no fou a Alemanya una temptativa de resurrecció de l'art clàssic, sinó una renovació intensa de l'esperit germànic, motivat per la Reforma protestant.
Albrecht Dürer (1471-1528) és l'artista més universal del Renaixement alemany per les seves pintures, dibuixos, gravats i escrits teòrics sobre art. La seva obra ja fou reconeguda i admirada en tot Europa en vida i imposà l'empremta de l'artista modern, enllaçant la reflexió teòrica amb la transició decisiva entre la pràctica medieval i l'idealisme renaixentista. Exercí una profunda influència en els artistes del segle xvi del seu propi país i dels Països Baixos. Dürer va comprendre la imperiositat d'adquirir un coneixement racional de la producció artística.
Després de la Reforma el mecenatge de la noblesa alemanya se centrà en primer lloc en l'arquitectura, per la capacitat d'aquesta per a mostrar el poder i prestigi dels governants. Així a mitjans del segle xvi s'amplia el castell de Heidelberg, seguint les directrius clàssiques. Tanmateix, la majoria dels prínceps alemanys varen preferir conservar les obres gòtiques, limitant-se a decorar-les amb ornamentació renaixentista. Els emperadors Habsburg i la família Fugger foren els més importants mecenes, destacant-se la protecció de Johannes Kepler i Tycho Brahe.

### El Renaixement als Països Baixos

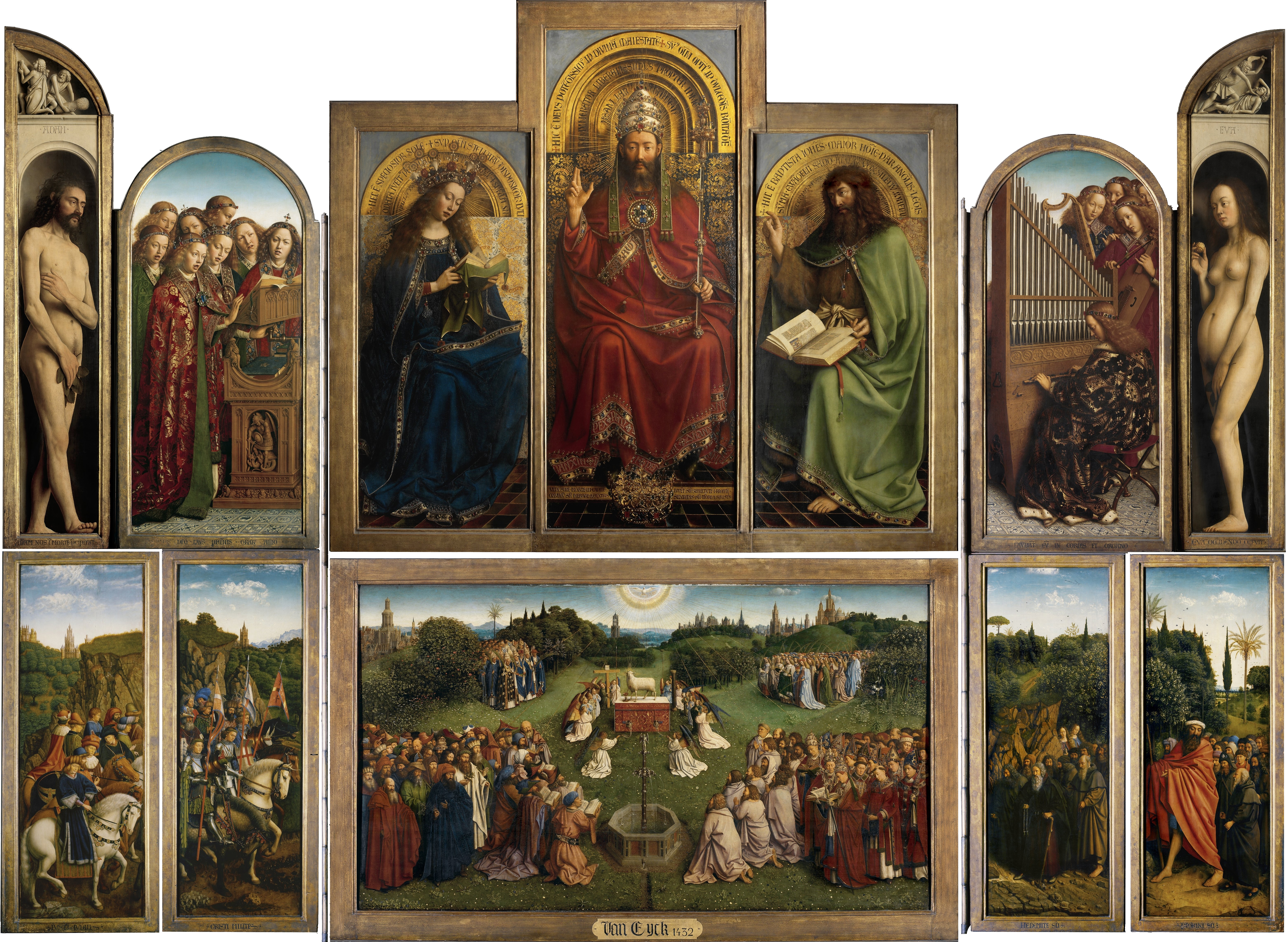
L'adoració de l'Anyell Místic, de Jan i Hubert van Eyck

El jardí de les delícies de Hieronymus Bosch

La pintura neerlandesa primitiva coincideix amb el Quattrocento i Cinquecento, però és una evolució artística independent, separada de l'humanisme renaixentista que va caracteritzar els desenvolupaments a Itàlia. A partir de la dècada del 1490, a mesura que un nombre creixent de pintors holandesos i d'altres pintors del nord viatjaven a Itàlia, els ideals renaixentistes i els estils de pintura es van incorporar a la pintura del nord. Com a resultat, els primers pintors holandesos sovint es classifiquen com a pertanyents tant al Renaixement del Nord com al gòtic tardà. Entre els pintors dels Països Baixos d'aquest període incloïen Jan van Eyck, el seu germà Hubert van Eyck, Robert Campin, Hans Memling, Rogier van der Weyden i Hugo van der Goes. La seva pintura es va desenvolupar en part independentment de la pintura del primer Renaixement italià, i sense la influència d'un esforç deliberat i conscient per reviure l'antiguitat.
L'estil de la pintura va sorgir directament de la pintura medieval al tremp, sobre panells i manuscrits il·luminats, i altres formes com els vitralls; la pintura al fresc era menys comú al nord d'Europa. El mitjà utilitzat va ser la pintura a l'oli, que s'havia utilitzat durant molt de temps per pintar escuts i accessoris cerimonials de cuir perquè era flexible i relativament duradora. Les primeres pintures a l'oli holandeses són meticuloses i detallades com les pintures al tremp. El material es va prestar a la representació de variacions tonals i textura, facilitant així l'observació de la natura amb gran detall.
Els pintors holandesos no van abordar la creació d'un quadre a través d'un marc de perspectiva lineal i proporció correcta. Mantenien una visió medieval de proporció jeràrquica i simbolisme religiós, alhora que es delectaven amb un tractament realista dels elements materials, tant naturals com artificials. Jan i Hubert van Eyck van pintar L'adoració de l'Anyell Místic. És probable que Antonello da Messina es familiaritzés amb l'obra de Van Eyck mentre estava a Nàpols o Sicília. L'any 1475, el Retaule de Portinari d'Hugo van der Goes va arribar a Florència, on va tenir una profunda influència en molts pintors, el primer Domenico Ghirlandaio, que va pintar un retaule imitant els seus elements.
Un pintor holandès molt significatiu cap al final del període va ser Hieronymus Bosch, que va emprar el tipus de formes fantàstiques que sovint s'utilitzaven per decorar sanefes i lletres en manuscrits il·luminats, combinant formes vegetals i animals amb formes arquitectòniques. Tretes del context de la il·luminació, i poblades d'humans, aquestes formes donen a les pintures de Bosch una qualitat surrealista que no tenen paral·lel a l'obra de cap altre pintor renaixentista. La seva obra mestra és el tríptic El jardí de les delícies.
Alhora que es desenvolupava a Itàlia el Cinquecento italià, l'anomenada pintura flamenca arribà a un desenvolupament notable. Aquesta escola es feu cèlebre pel seu notable naturalisme, tret que comparteix amb els mestres italians. Alguns grans noms de l'època foren els paisatgistes Joachim Patinir i Quentin Matsys el Jove; el retratista Anthonis Mor, el Bosch; Pieter Brueghel el Vell i Gaspar Baiton. Posteriorment s'enfocà la literatura amb els millors autors de l'època.

## El final del renaixement
En resposta a la Reforma Protestant, el catolicisme va establir la Congregació de la doctrina de la Fe el 1542 i el 1545, el Concili de Trento va donar pas a la Contrareforma que va censurar artistes i escriptors, fent que l'humanisme i qualsevol punt de vista que desafiés l'església catòlica fos un acte d'heretgia punible amb la mort; així, a principis del segle xvii, el moviment renaixentista havia desaparegut, donant pas a la Il·lustració.

## Artistes rellevants del Renaixement
- Fra Angelico
- Giotto
- Masaccio
- Hieronymus Bosch
- Pieter Brueghel el Vell
- Pieter Brueghel el Jove
- Jan Brueghel el Vell
- Jan Brueghel el Jove
- Filippo Brunelleschi
- Donatello
- Sandro Botticelli
- Albrecht Dürer
- Miquel Àngel
- Rafael
- Leonardo da Vinci
- Jan van Eyck
- Roger van der Weyden
- Palestrina, compositor i músic italià.
- Tomás Luis de Victoria, compositor i músic castellà.
- Ginés Pérez de la Parra, compositor i músic valencià.
- El Greco, arquitecte i pintor grec.
- Paolo Aretino, compositor.